# Renee Campen
Renee Campen, thailändska ราณี แคมเปน, född 24 december 1989 i Bangkok, är en thailändsk skådespelare och fotomodell. Campen är bäst känd för sina roller i tv-draman på Thailands TV, kanal 3.

## Biografi
Campen är född i Bangkok, dotter till en brittisk fader och thailändsk moder. Hon har haft smeknamnet "Bella" efter sin farmor. Campen gick grundskolan i Sarawithaya School. Hon avgick senare med kandidatexamen i journalistik och media från Thammasat-universitetet i Pattaya och fortsatte mot en Masterexamen vid samma universitet.

### Karriär
Campen började sin karriär inom nöjesbranschen som fotomodell inom annonsvärlden. Efter tio åtagande tecknade hon kontrakt med kanal 3 på Thailands och blev skådespelerska 2011. Sin första huvudroll fick hon i Porn Prom Onlaweng 2013. Den ledde till de första prisnomineringarna och den femte högsta rankningen av tv-draman som visades på kanal 3 under 2013.
Sedan Khun Chai Puttipat började sändas 2013 blev det mest eftersökta drama på Google i Thailand och rankades på fjärdeplats 2013. Dessutom van Campen och Jirayu Tangsrisuk (James J) på grund av de romantiska scenerna i serien priset Fantasy Couple of the Year vid Kerd Award 2.0. Samma år spelade Campen sin andra roll som elegant dam i det prisbelönta historiska dramat Look Tard.
2014 porträtterade hon dansaren "Nuernang" i dramafilmen Plerng Chimplee. Hon är också känd för sina roller i Padiwaradda (2016), Plerng Boon (2017), Bhuppae Sunniwat (2018) och Krong Kam (2019).

### Personligt
Campen har ett förhållande med skådespelaren Sukollawat Kanarot vid Thailands TV, kanal 7 som kungjordes 2017.

## Utmärkelser
Campen är redan flitigt dekorerad med utmärkelser under sin karriär vid tv. Totalt har hon vunnit ett femtiotal utmärkelser. Av utmärkelser 2020 kan nämnas 11:e Nataraj Awards 	för Bästa ensembleuppsättning och 8:e Thailand Zocial Awards för Bästa underhållning på sociala media, båda utmärkelserna för tv-serien Krong Kam (2019). Campen nominerades också för Krong Kam redan 2019 till 5:e Maya Awards som Bästa skådespelerska (TV) och 4:e Dara Inside Awards för Populäraste skådespelerska, men där blev det inga vinster.